# Tănase Mureșanu
Tănase Mureșanu (Bucarest, 22 de mayo de 1940-Perișani, 6 de marzo de 2007) fue un deportista rumano que compitió en esgrima, especialista en la modalidad de florete. Ganó dos medallas en el Campeonato Mundial de Esgrima en los años 1967 y 1970.

## Palmarés internacional
| Campeonato Mundial | Campeonato Mundial | Campeonato Mundial | Campeonato Mundial  |
| Año                | Lugar              | Medalla            | Prueba              |
| ------------------ | ------------------ | ------------------ | ------------------- |
| 1967               | Montreal (Canadá)  | Medalla de oro     | Florete por equipos |
| 1970               | Ankara (Turquía)   | Medalla de bronce  | Florete por equipos |